# Sportul Studențesc Bukareszt
FC Sportul Studențesc Bukareszt – rumuński piłkarski klub z Bukaresztu. Założony w 1916 jest jednym z najdłużej działających klubów piłkarskich w Rumunii. Klub nie zdobył jak dotąd mistrzostwa Rumunii (jak dotąd najlepszym osiągnięciem jest drugie miejsce w 1986). Zagrał w Pucharze UEFA w sezonie 1987/1988, gdzie został w trzeciej rundzie wyeliminowany przez Hellas Verona. W sezonie 2010/2011 klub zajął ostatnie miejsce w rozgrywkach ligowych i powinien zostać relegowany do Liga II. Ze względu na problemy finansowe i odmowę przyznania licencji przez dwie drużyny, które zajęły wyższe miejsca, piłkarska federacja w Rumunii podjęła decyzję o zatrzymaniu Sportulu w Liga I.

## Historyczne nazwy
- 1916 - Sporting Club Universitar
- 1919 - Sportul Studențesc
- 1946 - Sparta București
- 1948 - Clubul Sportiv Universitar
- 1954 - Știința București
- 1966 - Politehnica București
- 1969 - Sportul Studențesc

## Sukcesy
- Liga I:
  - wicemistrzostwo (1): 1985/1986
- Liga II:
  - mistrzostwo (4): 1936/1937, 1971/1972, 2000/2001, 2003/2004
  - wicemistrzostwo (3): 1965/1966, 1970/1971, 2009/2010
- Liga III
  - mistrzostwo (1): 1958/1959
- Puchar Rumunii:
  - finał (3): 1938/1939, 1942/1943, 1978/1979
- Puchar Bałkański:
  - zwycięstwo (1): 1979
  - finał (1): 1976

## Europejskie puchary
Legenda do wszystkich tabel:
- Q – runda eliminacyjna, 1/16, 1/8, 1/4, 1/2 – odpowiednia faza rozgrywek, Grupa – runda grupowa, 1r gr – pierwsza runda grupowa, 2r gr – druga runda grupowa, F – finał, R – runda, PO – play-off
- k. – rzuty karne, los. – losowanie, Dogr. – dogrywka, w. – zasada bramek strzelonych na wyjeździe

| Sezon   | Rozgrywki   | Runda | Przeciwnik      | Dom | Wyjazd | Ogólnie     |
| ------- | ----------- | ----- | --------------- | --- | ------ | ----------- |
| 1976/77 | Puchar UEFA | 1R    | Olympiakos SFP  | 3–0 | 1–2    | 4–2         |
| 1976/77 | Puchar UEFA | 2R    | FC Schalke 04   | 0–1 | 0–4    | 0–5         |
| 1983/84 | Puchar UEFA | 1R    | Sturm Graz      | 4–1 | 1–5    | 5–6         |
| 1984/85 | Puchar UEFA | 1R    | Inter Mediolan  | 1–0 | 0–2    | 1–2         |
| 1985/86 | Puchar UEFA | 1R    | Neuchâtel Xamax | 4–4 | 0–3    | 4–7         |
| 1986/87 | Puchar UEFA | 1R    | Omonia Nikozja  | 1–0 | 1–1    | 2–1         |
| 1986/87 | Puchar UEFA | 2R    | KAA Gent        | 0–3 | 1–1    | 1–4         |
| 1987/88 | Puchar UEFA | 1R    | GKS Katowice    | 1–0 | 2–1    | 3–1         |
| 1987/88 | Puchar UEFA | 1R    | Brøndby IF      | 3–0 | 0–3    | 3–3, k: 3–0 |
| 1987/88 | Puchar UEFA | 3R    | Hellas Werona   | 0–1 | 1–3    | 1–4         |